# Tipula (Lunatipula) christophi
Tipula (Lunatipula) christophi is een tweevleugelige uit de familie langpootmuggen (Tipulidae). De soort komt voor in het Palearctisch gebied.